# Dům Mickiewicz
Dům Mickiewicz, původně nazvaný Maison Moderne (česky Moderní dům), stojí v centru lázeňské části Karlových Varů v městské památkové zóně v ulici Nová louka 287/9. Byl postaven v letech 1908–1909 ve stylu pozdní secese.
Byl prohlášen za kulturní památku, památkově chráněn je od 3. května 1958, event. od roku 1981, rejstř. č. ÚSKP 35026/4-4132.

## Historie
Na místě dvou starých barokních domů – Pfeil (Šíp) a Silberne Kanne (Stříbrná konev) – nechal karlovarský advokát Karl Fleischmann postavit nový dům a pojmenoval ho Maison Moderne. Návrh a snad i plán zástavby zpracoval karlovarský stavitel Julius Kubíček.

## Ze současnosti
V roce 2014 byl dům uveden v Programu regenerace Městské památkové zóny Karlovy Vary 2014–2024 v části II. (tabulková část 1–5 Přehledy) v seznamu nemovitých kulturních památek na území MPZ Karlovy Vary s aktuálním stavem „vyhovující“.
V současnosti (srpen 2021) je evidován jako objekt k bydlení ve vlastnictví akciové společnosti KHD a.s.

## Popis
Řadový pětipodlažní dům s obytnou mansardou se nachází na Nové louce 287/9 v centru lázeňské části města.
Jedná se o uliční trojtrakt spojený trojramenným schodištěm s dvorním traktem. Průčelí do ulice je čtyřosé s hranolovým arkýřem, který probíhá ve středních dvou osách až nad mansardu. Je lemován pilastry a zakončen prolamovaným štítem. V parteru je řešena mezonetová obchodní galerie. Okna druhého patra uprostřed jsou segmentová, v postranních osách rovněž segmentová, balkónová. Balkóny jsou napojeny na arkýř. Ve třetím a čtvrtém patře mají segmentový půdorys, litinové zábradlí je zpracováno do secesních ornamentů. Okna jsou lemována jednoduchými rámovými šambránami. Nad korunní římsou je po stranách dvojice mansardových oken ukončena štíty ve tvaru oslího hřbetu. Fasádu pod lomenou římsou zdobí secesní ornament.

## Zajímavost

### Pamětní deska na domě – upomínka na Adama Mickiewicze

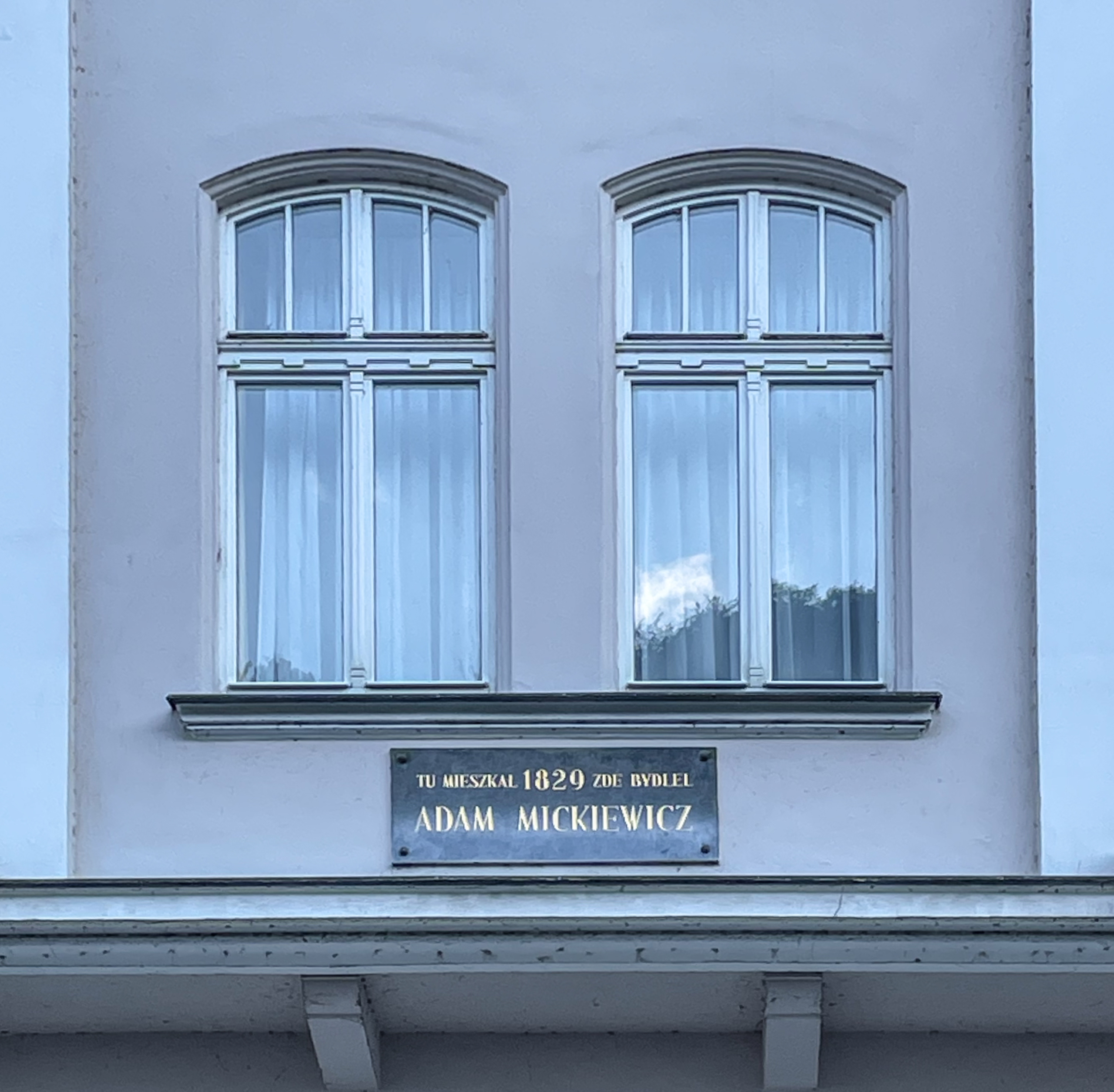
Pamětní deska na domě

Polský spisovatel a básník Adam Mickiewicz (1798–1855) navštívil Karlovy Vary pouze jednou. Na jeho několikadenní pobyt v roce 1829 upomíná pamětní deska umístěná pod okny na spodní části arkýře:
TU MIEZSKAL 1829 ZDE BYDLEL
ADAM MICKIEWICZ

Pamětní deska informuje, že v roce 1829 zde – míněno v domě Silberne Kanne (Stříbrná konev), který tehdy stál na místě dnešního domu – pobýval slavný polský spisovatel Adam Mickiewicz.
Mickiewiczův karlovarský pobyt připomíná v Karlových Varech též pomník – busta Adama Mickiewicze – umístěný v parku nedaleko hotelu Richmond.